# لاميون أورفالي
لاميون أورفالي (الاسم العلمي: Lamium orvala) هو نوع من النباتات يتبع جنس اللاميون من الفصيلة الشفوية.
نسبة إلى منطقة أورفال (بالإنجليزية: orval)‏ في فرنسا.